# Michelle Ashford
Michelle Ashford (1960) è una sceneggiatrice e produttrice cinematografica statunitense.
È nota per la sua sceneggiatura nominata agli Emmy per la miniserie del 2010 The Pacific. Nel 2013, la serie TV di Ashford Masters of Sex ha debuttato negli Stati Uniti su Showtime.

## Filmografia come sceneggiatrice
- Operation Mincemeat - 2022
- Masters of Sex – 2013–2016
- The Pacific – 2010
- John Adams – 2008
- Suburban Shootout – 2008
- Medical Investigation – 2004
- Boomtown – 2002-03
- ATF – 1999
- L.A. Doctors – 1998
- New York News – 1995

## Filmografia come produttore
- Masters of Sex – 2013–2016
- The Pacific – 2010
- Suburban Shootout – 2008
- Medical Investigation – 2004
- Boomtown – 2002–2003
- ATF – 1999
- L.A. Doctors – 1998
- Michael Hayes – 1997
- New York News – 1995

## Vita privata
Ashford è sposata con lo scrittore e produttore televisivo Greg Walker, che ha incontrato mentre lavorava per lei. La coppia ha due figli.